# Méchria
Méchria (în arabă مشرية) este o comună din provincia Naâma, Algeria.
Populația comunei este de 67.917 locuitori (2008).